# Prva hrvatska nogometna liga za žene
La Prva hrvatska nogometna liga za žene, citata anche nelle forme abbreviate Prva HNLŽ o 1. HNLŽ, è la massima serie del campionato croato femminile di calcio ed è posto sotto l'egida della Federcalcio croata (HNS). La prima stagione venne giocata nel 1992, dopo la cessazione del campionato Jugoslavo di categoria, conseguenza della dissoluzione della Jugoslavia, e attualmente partecipano 8 squadre. Il torneo ha cadenza annuale, iniziando a settembre per concludersi nella primavera dell'anno successivo, il cui vincitore guadagna il diritto di partecipare alla UEFA Women's Champions League. L'Osijek è la squadra che ha vinto il maggior numero di campionati (23). Secondo il ranking stilato dalla UEFA, per la stagione 2018-2019 la 1. HNLŽ risultava occupare il 33º posto tra i campionati di calcio femminile in Europa.

## Le squadre

### Organico attuale
Al campionato 2024-2025 sono iscritte le seguenti otto squadre:
- Agram
- Dinamo Zagabria
- Gorica
- Hajduk Spalato
- Međimurje
- Neretva
- Osijek
- Spalato

## Albo d'oro
Key
| † | In evidenza le squadre che hanno vinto anche la Coppa di calcio femminile croata, ovvero il double nazionale. |

| Stagione  | Campione              | Secondo posto    | terzo posto     | Capocannoniere                | Reti |
| --------- | --------------------- | ---------------- | --------------- | ----------------------------- | ---- |
| 1992      | Maksimir (1) †        | Loto Zagabria    | Osijek          |                               |      |
| 1993      | Zagabria (1)          | Osijek           | Loto Zagabria   |                               |      |
| 1993-1994 | Osijek (1)            | Zagabria         | Maksimir        |                               |      |
| 1994-1995 | Osijek (2) †          | Loto Zagabria    | Maksimir        |                               |      |
| 1995-1996 | Osijek (3) †          | Maksimir         | Loto Zagabria   |                               |      |
| 1996-1997 | Osijek (4) †          | Maksimir         | Loto Zagabria   |                               |      |
| 1997-1998 | Osijek (5) †          | Maksimir         | Susedgrad       |                               |      |
| 1998-1999 | Osijek (6) †          |                  |                 |                               |      |
| 1999-2000 | Osijek (7) †          | Maksimir         |                 |                               |      |
| 2000-2001 | Osijek (8) †          | Maksimir         |                 |                               |      |
| 2001-2002 | Osijek (9) †          | Dinamo Tomašanci | Pregrada        |                               |      |
| 2002-2003 | Osijek (10)           | Radnik '99       | Maksimir        |                               |      |
| 2003-2004 | Maksimir (2) †        | Osijek           | Dalmacija       |                               |      |
| 2004-2005 | Maksimir (3) †        | Viktorija        | Osijek          |                               |      |
| 2005-2006 | Dinamo-Maksimir (4) † | Ombla            | Osijek          |                               |      |
| 2006-2007 | Osijek (11) †         | Dinamo-Maksimir  | Viktorija       |                               |      |
| 2007-2008 | Osijek (12) †         | Dinamo-Maksimir  | Viktorija       |                               |      |
| 2008-2009 | Osijek (13) †         | Viktorija        | Dinamo-Maksimir |                               |      |
| 2009-2010 | Osijek (14) †         | Viktorija        | Ombla           |                               |      |
| 2010-2011 | Osijek (15) †         | Rijeka-Jack Pot  | Dinamo-Maksimir |                               |      |
| 2011-2012 | Osijek (16) †         | Dinamo-Maksimir  | Agram           |                               |      |
| 2012-2013 | Osijek (17) †         | Rijeka-Jack Pot  | Agram           |                               |      |
| 2013-2014 | Osijek (18) †         | Spalato          | Rijeka-Jack Pot | Mateja Andrlić (Osijek)       | 43   |
| 2014-2015 | Osijek (19) †         | Spalato          | Dinamo-Maksimir | Ana Marija Kalamiza (Spalato) | 33   |
| 2015-2016 | Osijek (20) †         | Spalato          | Trnava          | Izabela Lojna (Osijek)        | 28   |
| 2016-2017 | Osijek (21) †         | Agram            | Spalato         | Mateja Andrlić (Osijek)       | 39   |
| 2017-2018 | Osijek (22)           | Spalato          | Agram           | Lorena Balić (Osijek)         | 61   |
| 2018-2019 | Spalato (1) †         | Osijek           | Dinamo Zagabria | Lorena Balić (Osijek)         | 24   |
| 2019-2020 | Spalato (2) †         | Osijek           | Dinamo Zagabria | Lorena Balić (Osijek)         | 42   |
| 2020-2021 | Osijek (23)           | Spalato          | Dinamo Zagabria | Lorena Balić (Osijek)         | 44   |
| 2021-2022 | Spalato (3) †         | Osijek           | Dinamo Zagabria | Lorena Balić (Osijek)         | 33   |
| 2022-2023 | Osijek (24)           | Spalato          | Dinamo Zagabria | Lorena Balić (Osijek)         | 33   |
| 2023-2024 | Osijek (25)           | Hajduk Spalato   | Spalato         | Lorena Balić (Osijek)         | 28   |

## Statistiche

### Titoli per squadra
| Squadra         | Titoli | Anni |
| --------------- | ------ | --- |
| Osijek          | 25     | 1994-1995, 1995-1996, 1996-1997, 1997-1998, 1998-1999, 1999-2000, 2000-2001, 2001-2002, 2002-2003, 2006-2007, 2007-2008, 2008-2009, 2009-2010, 2010-2011, 2011-2012, 2012-2013, 2013-2014, 2014-2015, 2015-2016, 2016-2017, 2017-2018, 2020-2021, 2022-2023, 2023-2024 |
| Dinamo-Maksimir | 4      | 1992, 2003-2004, 2004-2005, 2005-2006 |
| Spalato         | 3      | 2018-2019, 2019-2020, 2021-2022 |
| Zagabria        | 1      | 1993 |